# Buffalo (Carolina do Sul)
Buffalo é uma Região censo-designada localizada no estado norte-americano de Carolina do Sul, no Condado de Union.

## Demografia
Segundo o censo norte-americano de 2000, a sua população era de 1426 habitantes.

## Geografia
De acordo com o United States Census Bureau tem uma área de 
10,4 km², dos quais 10,4 km² cobertos por terra e 0,0 km² cobertos por água.

## Localidades na vizinhança
O diagrama seguinte representa as localidades num raio de 24 km ao redor de Buffalo. 